# Einundzwanzig (Quiz)
Quiz 21 ist ein vom NBC als „twenty-one“ entwickeltes Quiz-Sendungsformat.

## Spielregeln
Zwei Kandidaten treten gegeneinander an. Die Kandidaten können sich gegenseitig und auch den Punktestand des Gegners nicht sehen, sie können auch nicht hören, welche Frage der Gegner
gestellt bekommt und wie er antwortet.
Den Kandidaten werden abwechselnd Fragen gestellt, jede Quizrunde (ein Fragenpaar) steht unter einem bestimmten Thema. Der Kandidat kann selbst wählen, ob er eine leichte oder eine schwierige Frage will. Für die richtige Beantwortung der leichtesten Frage gibt es 1 Punkt,
der schwierigsten 11 Punkte. Dadurch entstand das geflügelte Wort „Elferfrage“ für sehr schwierige Fragen, die nur besonders kluge Leute beantworten können. (Derartige Elferfragen stellt beispielsweise auch der Rätselautor CUS.)
In manchen Versionen hat jeder Kandidat auch die Möglichkeit, einen Telefon-Joker zu bemühen. Dabei wird das Fernsehpublikum aufgefordert anzurufen und die Frage zu beantworten. Ein Anrufer wird durchgestellt und bekommt die Gelegenheit, einerseits die Frage für den Kandidaten zu beantworten und andererseits selbst etwas zu gewinnen.
Ziel des Spiels ist es, als erster 21 Punkte zu erreichen. Gelingt dies keinem der beiden Kandidaten nach einer vorher festgelegten Zahl von Fragerunden, dann gewinnt der Kandidat mit der höheren Punktezahl.
Die Idee zu diesem Format kommt wohl vom Kartenspiel Black Jack (17 und 4), bei dem es ebenfalls Ziel ist, mit den Kartenwerten 21 Punkte zu erreichen.
Theoretisch konnte der Gewinner beliebig viele Runden weiterspielen (und beliebig viel Geld gewinnen).

## Vereinigte Staaten (NBC)
In den USA wurde twenty-one von September 1956 bis Oktober 1958 im Hauptabendprogramm von NBC ausgestrahlt. Moderator war Jack Barry.
Seit dem 28. November 1956 war der College-Professor Charles Van Doren vier Monate lang ungeschlagener Champion. Er gewann insgesamt 129.000 Dollar. Charles Van Doren gestand 1959 vor einem Kongress-Sonderausschuss, der den Quizshow-Skandal untersuchte, dass die Redaktion ihm die Antworten auf die Fragen im Voraus mitgeteilt hatte, da man den arroganten Champion Herbert Stempel aus dem Weg räumen wollte. Später stellte sich heraus, dass auch andere Kandidaten im Voraus mit Antworten versorgt wurden. Dieser Quiz-Skandal wurde 1994 unter dem Titel Quiz Show von Robert Redford verfilmt.
2000/2001 wurde das Quiz wiederbelebt, Moderator war diesmal Maury Povich.

## Ausgaben deutschsprachiger Länder

### Österreich (ORF)

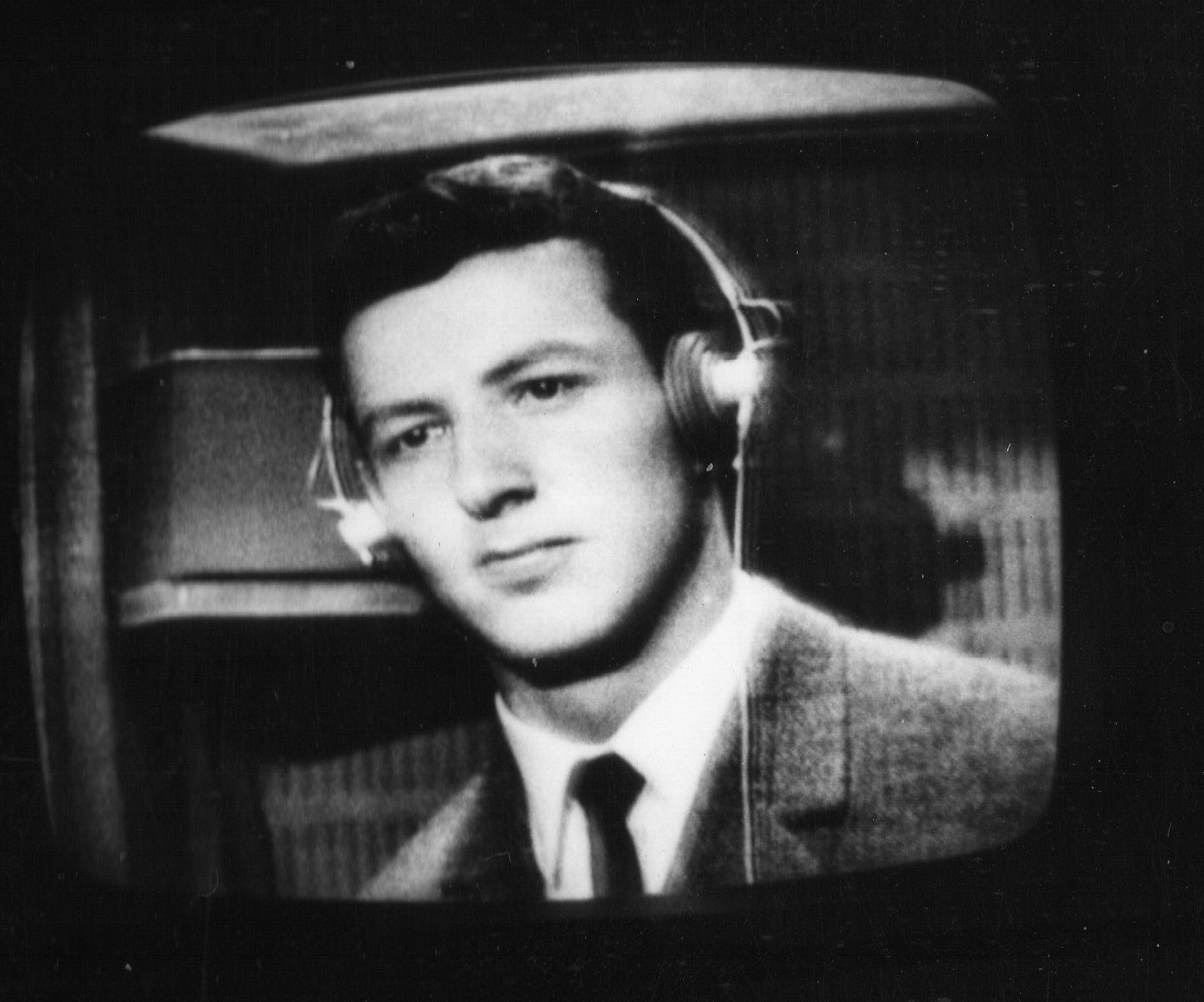
Einer von Rudolf Horneggs Quizkandidaten in der beengten Zelle (1964)

Einundzwanzig. Ein Quiz für alle, die viel wissen wurde von Rudolf Hornegg moderiert, Regie führte Otto Anton Eder. Neben der „Elferfrage“ wurde auch Horneggs „Kleine Mischkulanz“, das Mischen der Wissensgebietkärtchen, zum geflügelten Wort. Die Spezialität war, dass man nach den ersten beiden Fragen (je eine aus einem selbstgewählten Wissensgebiet und eine aus dem des Gegners) passen konnte, wenn man der Meinung war, schon mehr Punkte erreicht zu haben, um die Punktedifferenz als Gewinn (100 Schilling pro Punkt) einzustreichen. Nach 5 Doppelrunden war jedenfalls Schluss und der Sieger trat gegen den nächsten Kandidaten an. Bei strittigen Antworten gab es auch einen Schiedsrichter. Um weiter im Spiel zu bleiben, benötigte man 11 Punkte. Hatte man vorher Pech und keine Punkte (bei falschen Antworten wurde die Punktzahl abgezogen), half nur die besagte "11-er-Frage" mit der richtigen Antwort. 
Der ORF strahlte das Quiz ab September 1958 14-täglich am Freitag im Hauptabendprogramm live aus, ab Februar 1961 wechselte der Sendetermin auf den Montag, ab November 1962 auf Dienstag. 1974 wurde das Quiz eingestellt.
Ende der 1980er Jahre wurde das Quiz erneut ins Programm genommen und von Elmar Gunsch moderiert.
1998 erlebte das Quiz 21 ein Remake mit Karin Resetarits und Thomas Schüttken als Livesendung um Mitternacht.

### Deutschland (ARD)
Von 1958 bis 1969 lief unter dem Titel Hätten Sie’s gewußt? eine Version dieses Spieles.
Moderator war Heinz Maegerlein.

### Deutschland (RTL)
In Deutschland strahlte der Privatsender RTL das Quiz erstmals im Jahre 2000 aus. Während der Sommerpause von Wer wird Millionär? wurden von Juli bis September montags um 20.15 Uhr 21 Folgen von Einundzwanzig gesendet. Moderator der Spielshow war Hans Meiser. In allen Sendungen der insgesamt 3 Staffeln war das blonde Fotomodell und ehemalige Miss Hessen Claudia Lindner Assistentin des Moderators. Ihre Aufgabe war die Betreuung der Spieler und die Übergabe der gewonnenen Summe. 
In den Jahren 2001 und 2002 wurden weitere Folgen produziert, die letzte Ausgabe der Sendung gab es am 2. September 2002.